# 2024年武汉网球公开赛
东风岚图2024年武汉网球公开赛，于2024年10月7-13日在中国湖北省武汉市光谷国际网球中心的室外硬地球场进行，是2024年WTA巡回赛的一部分，这是本赛季最后一项WTA1000巡回赛，总奖金3,221,715美元。这是武汉网球公开赛自2019年后再度举行。
阿里娜·萨巴伦卡在决赛中战胜本土选手郑钦文成功卫冕，连续三年获得武网女单冠军，收获武网单打17连胜，也是她在中国本土获得的第5个冠军，是公开赛时代在中国本土获得冠军最多的球员。这也是萨巴伦卡的第17个WTA巡回赛单打冠军和第7个WTA1000赛单打冠军。（本赛季第4个巡回赛冠军和第2个WTA1000赛冠军），这场决赛也是今年澳网女单决赛的重演。郑钦文则是首次打入WTA1000赛的决赛，也是继李娜之后第2个进入WTA1000赛单打决赛的中国女子球员。而郑钦文和王欣瑜的半决赛则是有史以来首个全中国球员的WTA1000半决赛。
安娜·达妮莉娜和伊琳娜·赫罗马切娃获得双打冠军，这是两位选手的首个WTA1000巡回赛冠军头衔，也是她们合作以来的第4个WTA巡回赛双打冠军，也分别是达妮莉娜职业生涯的第九个，赫罗马切娃第8个巡回赛双打冠军。

## 比赛结果
| 项目 | 冠军                              | 亚军                          | 比分          |
| ---- | --------------------------------- | ----------------------------- | ------------- |
| 单打 | 阿里娜·萨巴伦卡                   | 郑钦文                        | 6–3, 5–7, 6–3 |
| 双打 | 安娜·达妮莉娜 · 伊琳娜·赫罗马切娃 | 阿西娅·穆罕默德 杰茜卡·佩古拉 | 6–3, 7–6(8–6) |

## 单打比赛

### 其他途径参赛选手
外卡：
- 杰奎琳·克里斯蒂安
- 亚历克莎·埃亚拉
- 凯蒂·沃利内茨
- 王曦雨

资格赛：
- 克里斯蒂娜·布克沙
- 黑莉·巴普蒂斯特
- 卡米拉·奥索里奥
- 内岛萌夏
- 本玉真唯
- 莉希亚·朱莲科
- 邦达尔·安娜
- 伯纳达·佩拉

排名保护：
- 伊琳娜-卡梅利亚·贝古
- 阿伊拉·托姆利亚诺维奇
- 张帅

退赛：
- 维多利亚·阿扎连卡 → 被替补为  张帅
- 丹妮尔·柯林斯 → 被替补为  阿什琳·克鲁格
- 卡罗琳·加西亚 → 被替补为  伊琳娜-卡梅利亚·贝古
- 昂丝·加博 → 被替补为  阿曼达·阿尼西莫娃
- 卡洛琳娜·穆霍娃 → 被替补为  卡米拉·拉希莫娃（幸运落败者）
- 琳达·诺斯科娃 → 被替补为  玛格达莱娜·弗雷希
- 耶莲娜·奥斯塔朋科 → 被替补为  卡洛琳娜·穆霍娃
- 葆拉·巴多萨 → 被替补为   露西娅·布龙泽蒂（幸运落败者）
- 安娜斯塔西亚·帕夫柳琴科娃 → 被替补为  叶林娜·阿瓦涅相
- 卡罗利娜·普利斯科娃 → 被替补为  王欣瑜
- 叶连娜·莱巴金娜 → 被替补为  佩顿·斯特恩斯 → 被替补为  克拉拉·比雷尔（幸运落败者）
- 玛丽亚·萨卡里 → 被替补为  索菲亚·科宁
- 孙璐璐 → 被替补为  埃丽卡·安德烈耶娃（幸运落败者）
- 伊莉娜·斯维托莉娜 → 被替补为  玛丽·鲍兹科娃
- 伊加·斯维亚特克 → 被替补为  戴安娜·帕里
- 马尔凯塔·万卓索娃 → 被替补为  卡罗琳·多勒海德

## 双打比赛

### 其他途径参赛选手
外卡：
- 杰奎琳·克里斯蒂安 /  卡米拉·拉希莫娃
- 汤千慧 /  王曦雨

退赛：
- 哈丽雅特·达特 /  阿什琳·克鲁格 → 被替补为  叶林娜·阿瓦涅相 /  奥利维娅·盖德茨基